# 阿维波内人
阿維波內人（單數Abipón）是阿根廷大查科地區的原住民族群，屬於瓜伊庫魯語支族群之一。 19世紀初阿維波內人已經完全消失，被其他民族同化了。 他們的後裔融入到阿根廷社會之中。

## 民族分布、人口與語言

### 民族分布

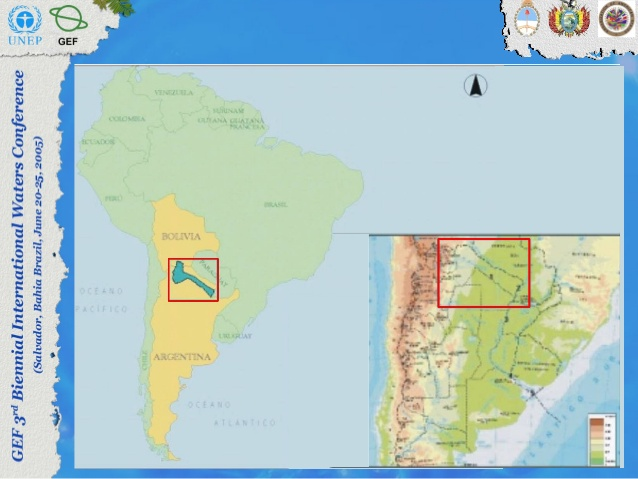
貝爾梅霍河：阿維波內人原來生活的地方

阿維波內人原本是南美洲土著獵民，自17世紀變成游戰族群，生活於巴拉圭和阿根廷交界的大查科地區。 阿維波內人原本生活在阿根廷大查科地區，拉普拉塔平原貝爾梅霍河下游。 他們最初以漁獵和採集維生，並在有限範圍內發展少量耕作，其生活方式以季節性遷移和半定居為主的。
1641年阿維波內人從西班牙人那裡獲得馬匹，由此放棄農業，開始襲擊西班牙人的鄉鎮，以掠奪西班牙人的馬匹和家畜維生。那時候阿維波內人主要還是活動在貝爾梅霍河北岸。 西班牙農民和其他印地安人族群受到阿維波內人威脅，後者有時候甚至襲擊大城市。
後來他們可能被西班牙人和其他印地安人族群逐出貝爾梅霍河北岸。 他們最終在阿根廷境內聖達菲和聖地亞哥－德爾埃斯特羅之間活動。

### 人口
從1710年開始，西班牙人的權力逐步增強，其力量能夠控制阿維波內人。 1750年之前耶穌會在阿維波內人住的區域內設置代表團，他們開始皈依天主教，並逐漸走向定居。
1768年之前阿維波內人口的一半以上的流傳病而死亡， 人口總數不到5000人。 這一年耶穌會被西班牙人驅逐，阿維波內人因此也受到很大影響。一開始，他們嘗試恢復自己原來的生活，但在他們的土地上，這時已有西班牙農民在耕地，以及其他印地安人活動。 從此以後，半世紀之內，阿維波內人因流傳病和其他印地安人的攻擊，整個族群走向消亡。 剩下的後裔學會西班牙文，放棄阿維波內習俗。
歷史研究者認為，會阿維波內語言的最後一位人在19世紀就已經死亡。

### 語言
阿維波內語屬於瓜伊庫魯語支瓜伊庫魯－恰露安語族。 最後一位會阿維波內語的人在19世紀已亡了。

## 地理環境

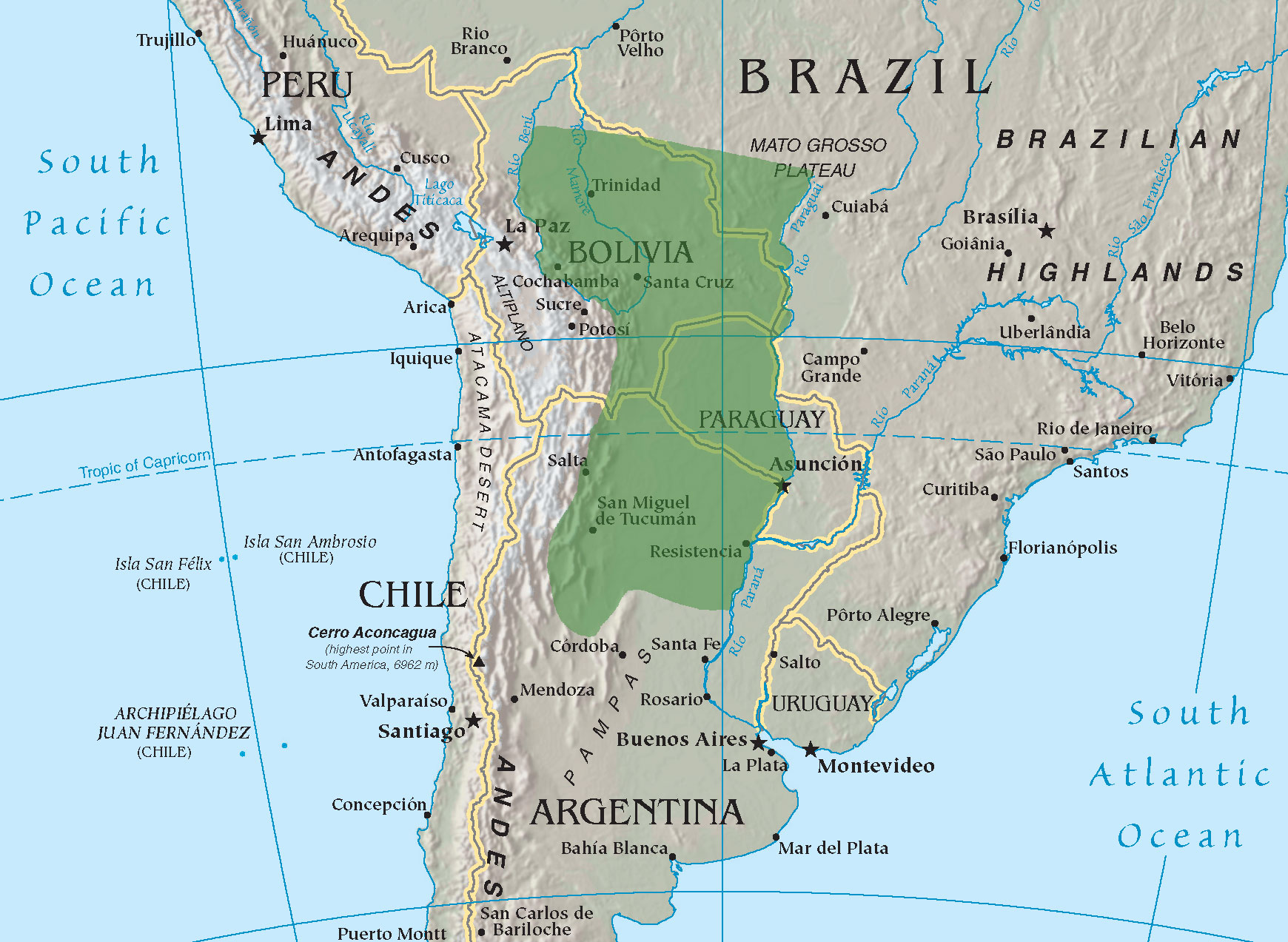
格蘭查科

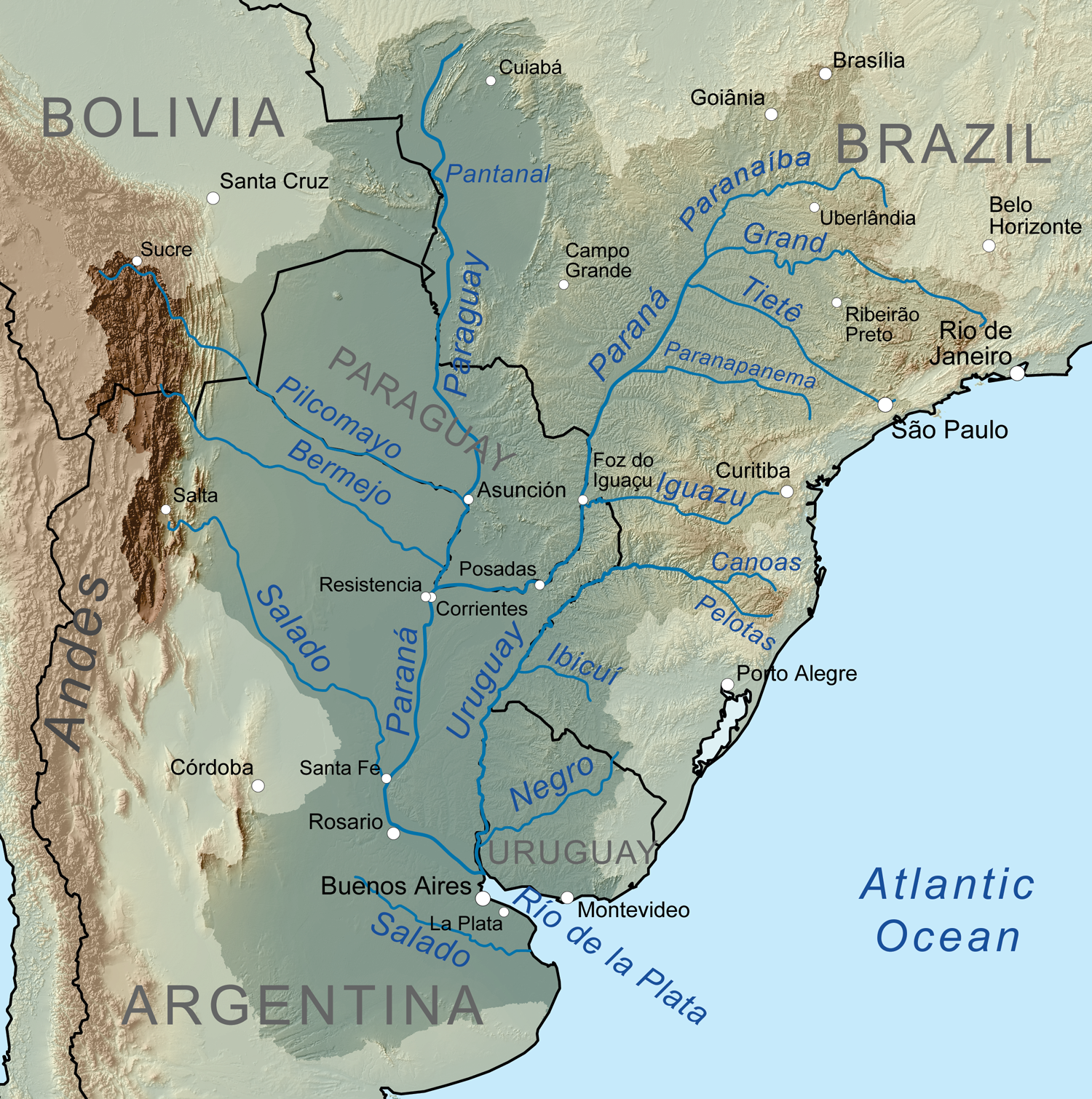
拉普拉塔平原，貝爾梅霍河在左邊

### 地形
阿維波內人生活在巴拉圭和阿根廷交界的大查科地區， 拉普拉塔平原貝爾梅霍河下游。他們原來生活在貝爾梅霍河以北，但是被托瓦人部落驅逐到河以南。他們沒有固定的住所，也沒有任何邊界。他們在草原上遊蕩，四處尋找攻擊和掠奪的機會，或者躲避強大部落對他們的報復和追擊。他們後來佔據的地方，範圍約二百裡格，都是草原，這種環境非常適合他們馬背上的生活方式。

### 氣候
大查科地區屬亞熱帶氣候區，通常燥熱，但每年有長達五個月的雨季。年降水量600－1300毫米。

## 歷史沿革

### 17世紀
至遲在1641年，阿維波內人已經從西班牙人那裡獲得了馬匹，從此放棄農業，而開始襲擊西班牙人的鄉鎮，以掠奪西班牙人的馬匹和家畜維生。那時候阿維波內人主要活動于貝爾梅霍河的北岸。 西班牙農民和其他印地安人族群受阿維波內人的威脅，後者有時候甚至襲擊大城市。
他們可能曾經被西班牙人和其他印地安人族群從貝爾梅霍河北岸逐出到南岸。 他們最終在阿根廷境內聖達菲和聖地亞哥－德爾埃斯特羅之間的區域活動。
從西班牙人那裡引入馬以前，他們主要依靠打獵、捕魚、採集維生，也從事少量農業生產。引入馬以後，整個地區的生活都發生改變，特別是阿維波內人。阿維波內人不再進行農業生產，開始馬背上打獵，獵美洲野牛、美洲鴕、原駝、鹿、野豬。他們也騎著馬襲擊西班牙人的牧場。有時候他們會襲擊西班牙人的城市：亞松森和科連特斯。

### 18世紀
從1710年開始，西班牙人的權力逐步變強，有力量能夠控制阿維波內人。 1750年之前耶穌會在阿維波內人所住的區域內設置代表團，使他們皈依天主教，並逐漸定居。
1768年之前阿維波內人的人口中，有一半以上因流傳病而死亡， 總人口不足5000人。 那一年，耶穌會被西班牙人驅逐，阿維波內人也因此受到很大的影響。一開始他們嘗試恢復自己原來的生活，但這時在他們的土地上，已經有西班牙農民耕地，也有其他印地安人活動。 從此以後，半個世紀以內，阿維波內人因流傳病和其他印地安人的攻擊，而舉族滅絕了。 剩下的後裔學到了西班牙文，放棄阿維波內民族的習俗。

### 19世紀
歷史研究者認為，最後一位會阿維波內語言的人在19世紀就已經死亡。

## 社會、家庭與婚姻

### 社會

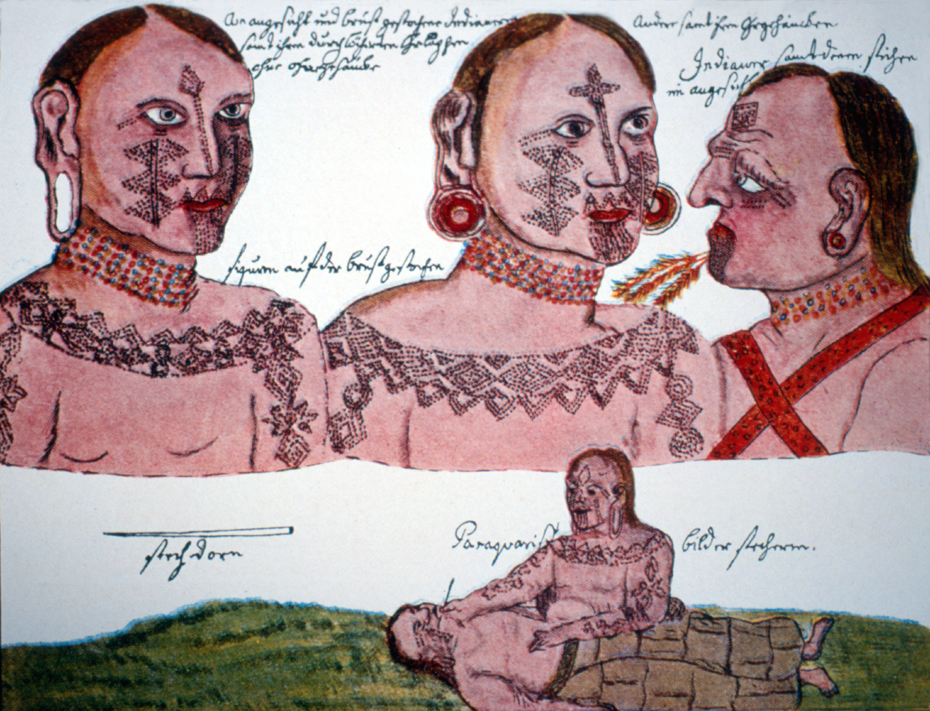
阿維波內人部落標誌

根據马丁·多布里茨霍费尔的描述，阿維波內人外形好看，有黑色的眼睛、高挺的鼻子和濃密的黑髮。他們的習俗跟瓜伊庫魯族一樣，實行產翁制。他們有一種特別的部落標誌，即把從前額至腦門的頭髮剃光。女生的臉、胸、手都會黥很多不同的黑色圖案。兩性的嘴巴和耳朵都會刺穿。
男人是勇敢的戰士，他們最主要的武器是弓和槍。女人也很具侵略性，她們在阿維波內人的宗教儀式中有不小的權利。戰鬥的時候，阿維波內人穿貘皮製作的鎧甲，在其上縫美洲虎皮。
阿維波內人是很好的泳者，也是矯健的騎手。在每年長達五個月的洪水季節，他們在河中島嶼以及樹上建立隱蔽處，度過日子。

### 家庭與婚姻
阿維波內人大部分人都是三十歲以上才結婚。根據查爾斯·達爾文的調查，阿維波內人男人選擇女人的時候，會跟女人的父母講價錢。但是女人常常跑掉，這樣她父母跟男人有什麼安排都是無所謂。女人常常完全不想結婚。在阿維波內人社會，殺嬰是很普遍的事。在一個家庭裡，很少會有兩個以上的孩子。嬰兒會哺乳到兩歲。

## 產業與生活

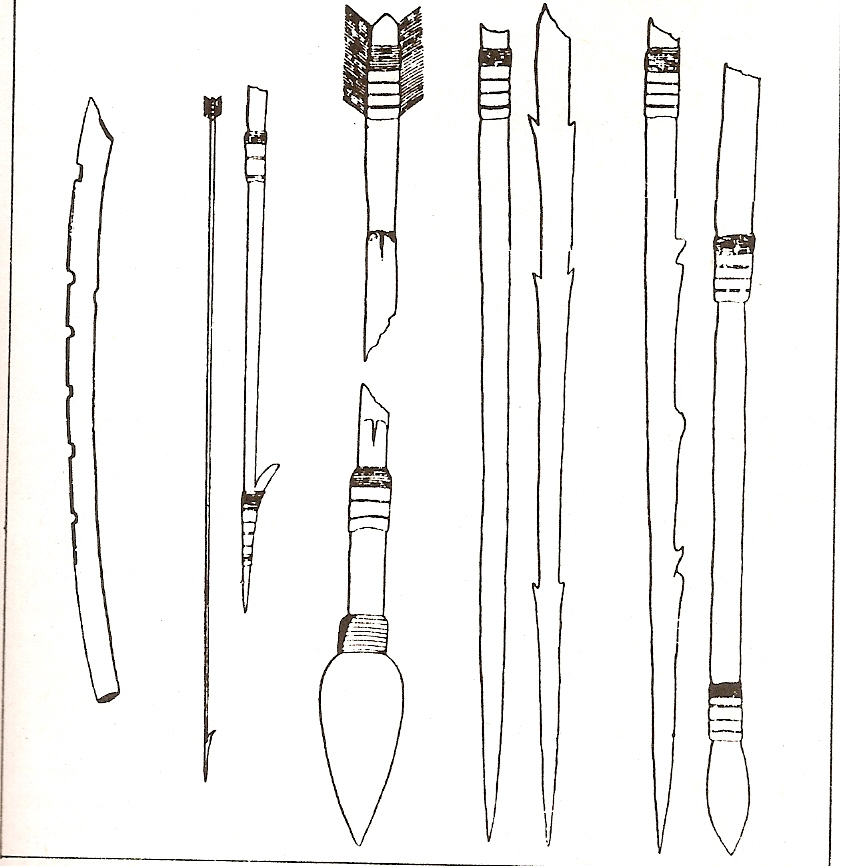
大查科地區原住民的武器

### 產業
阿維波內人的農業只有很少一點點。他們沒有用過犁和輪軸。
阿維波內人主要的工具就是跟狩獵有關的工具。他們的武器有槍、弓、箭，其中首選噴槍選。

### 生活
1641年阿維波內人的人已經從西班牙人那裡獲得馬匹。根據傳統故事，那時候他們還在貝爾梅霍河以北生活。但是很快，他們就被另外一個叫托瓦的部落驅逐到河以南了。
在大查科草原，阿維波內人很擅長使用馬匹。為了增加自己馬和牛的數量，他們常常會襲擊西班牙人的牧場和城市。
18世紀前半葉，耶穌會開始在阿維波內人中間傳教。經過艱辛努力，卡薩多神父、桑切斯神父、直到馬丁·多布里茨霍费尔神父才大功告成，在巴拉那附近建立幾個改信教基督教的阿維波內人定居點。可是耶穌會從巴拉圭被驅逐以後，這些阿維波內人的定居點就不存在了。托瓦族（Tobas）和莫沃維斯族（Moobobis）一下子就擊敗阿維波內人。

## 信仰與習俗

### 傳統宗教信仰與節慶
阿維波內人的信仰，是跟其他瓜伊庫魯部落一樣的傳統部落宗教。
瓜伊庫魯族群用宗教來解釋世界。宗教也擁護戰爭和狩獵。
所有的瓜伊庫魯族群認為自己有偉大的始祖，他創建世界，並也解釋要怎麼生活。阿維波內人的始祖叫魁別（Queebet），有著積極的人性和精神的屬性。阿維波內人認為他是所有人的恩人。所以他們認為魁別把黃金、白銀、衣服都給西班牙人，但把勇氣給了阿維波內人。
阿維波內人認為昴宿星團就是魁別，所以他每年春天離開南半球的天。魁別回來的時候，阿維波內人會舉辦一個節慶。這個節慶由男性或女性的莎曼領導，結婚的男人喝到醉，他們的女人大聲地唱歌，未婚的男生當聽眾。
瓜伊庫魯民族認為天空是為了不變髒，而跟地上換了位子。他們認為天上住著很多靈魂,他們會干預別人的私事。瓜伊庫魯民族也認為人的心靈是不朽的。
在阿維波內社會中，莎曼是唯一的專業者。男生和女生都可以變成莎曼，條件只是他們需要拜一個莎曼大師作老師，成為後者的學徒。

### 外來宗教的影響
18世紀前半葉，耶穌會開始在阿維波內人中間傳教。經過艱辛努力，卡薩多神父、桑切斯神父、直到馬丁·多布里茨霍费尔神父才大功告成，在巴拉那附近建立幾個改信教基督教的阿維波內人定居點。
雖然阿維波內人受西班牙人影響改信天主教了，但還是不肯放過他們的部落宗教的許多方面。

## 藝術與文學

### 藝術

#### 服飾

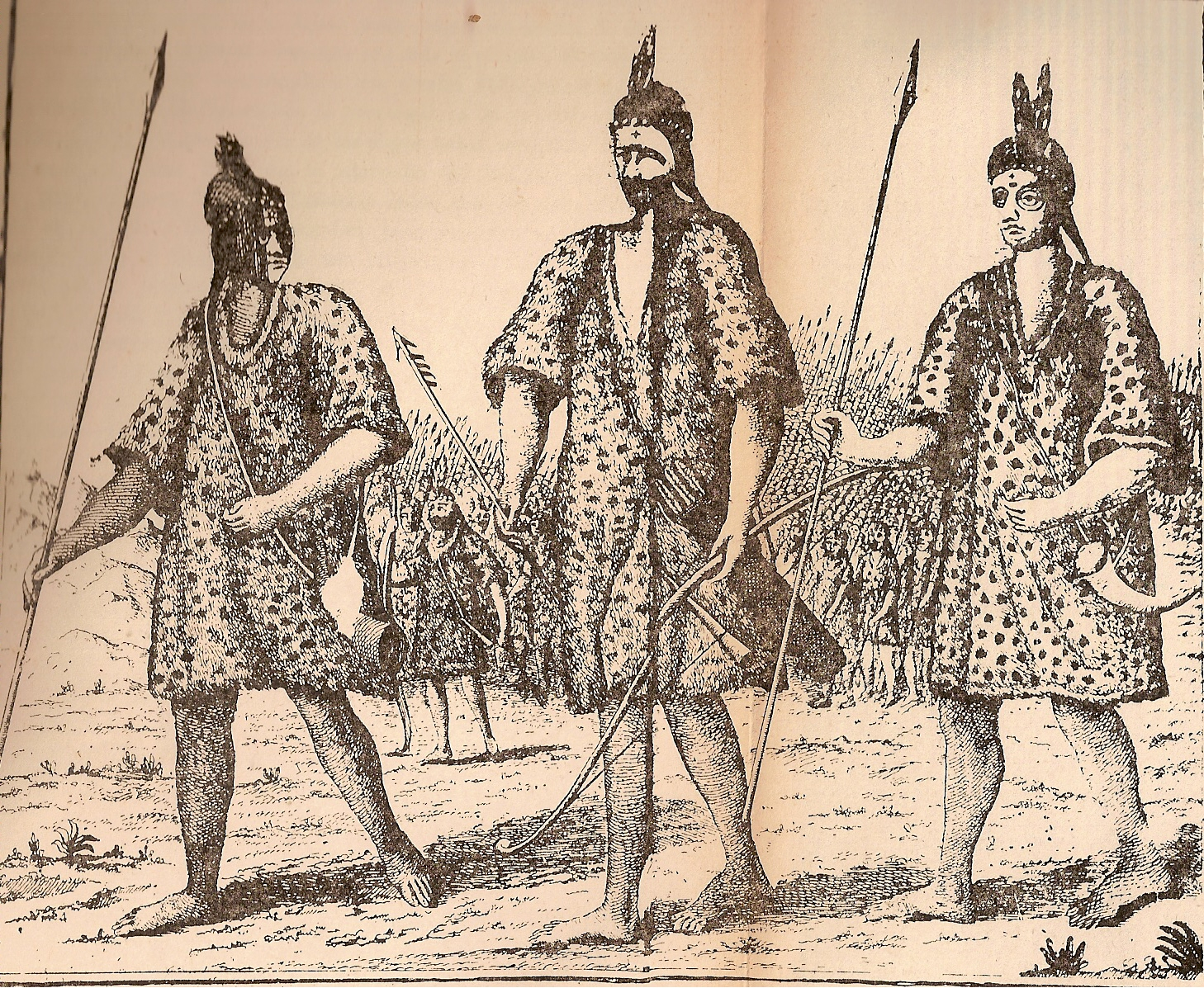
戰鬥的時候，阿維波內人穿貘皮製作的鎧甲，在其上縫美洲虎皮

跟其他的南美洲原住民比起來，阿維波內人的服飾富有傳統特色。根據马丁·多布里茨霍费尔的記載，阿維波內人是連嬰兒也不會讓其裸露的。阿維波內人會穿一塊方形的亞麻布，沒有任何改動，連袖子也不增加。他們將其一端綁在左手臂，並讓右手臂赤裸。這種羊毛服裝有各種顏色，很長以致從肩部一直拖到腳跟。他們還將另一片方形的亞麻布披於肩膀上，並像斗篷一樣，在頸部下打一個結。這種服裝保護他們，抵禦寒冷，使他們有一個體面的外觀。阿維波內人在遷徙的時候，有人會在額頭紮著一塊紅色的毛呢。年輕人特別喜歡戴西班牙人的帽子。女人穿的衣服跟男人差不多，只有很小的差異。
阿維波內人的女生會做衣服。他們剪羊毛，紡毛非常整齊，顏色漂亮的染料是用明礬做出來的。手邊有什麼顏色就會將線染成什麼顏色，事後再織成布，織布時會織出大量的線條和數字圖案來做裝飾，並配有多種顏色。織機是用一些彈簧和棍子製作的。
阿維波內人住的地方沒有雪，可是常常會颳很冷的風。低溫時，阿維波內人用水獺皮做的外衣來保暖。這種衣服也是方形，表面被塗成紅色，上面裝飾方格和線條，看起來像一個骰子盒。
阿維波內人能使用非常小的荊棘來作針。

#### 陶器
阿維波內人女人用自己的手製造盆和各種形式的粘土罐。她們在戶外把木材放在這些粘土陶坯周圍，就地燒制陶器。她們還不會制鉛釉陶器，但她們首先會用染料將陶器表面染成紅色，然後用一種膠水擦它們，使它們發光。

#### 音樂
阿維波內人的樂器有笛子和鼓。

### 文學
阿維波內人不會寫字，可是他們有著豐富的口頭文學傳統。

## 現況
最後一位會阿維波內語的人在19世紀已亡了。現在阿維波內人不存在了。